# Sokolniki (Tula)
Sokolniki (russisch Сокольники) ist eine ehemalige Stadt in der Oblast Tula (Russland). Der Ort hatte von 1958 bis 2008 den Status einer Stadt, bis er in die Großstadt Nowomoskowsk eingemeindet wurde. Zuletzt hatte Sokolniki etwa 10.000 Einwohner.

## Geografie
Sokolniki liegt im nördlichen Teil der Mittelrussischen Platte etwa 80 km östlich der Oblasthauptstadt Tula.
Bis zur Eingemeindung nach Nowomoskowsk gehörte es zum Rajon Nowomoskowsk. Sokolniki liegt etwa 13 Kilometer Luftlinie nordöstlich des Zentrums von Nowomoskowsk. Zwischen Nowomoskowsk und Sokolniki liegt die frühere Stadt Sewero-Sadonsk, die bereits 2005 nach Donskoi eingemeindet wurde.

## Geschichte
An Stelle eines seit dem 19. Jahrhundert existierenden Dorfes gleichen Namens wurde im Zusammenhang mit der Aufnahme der Kohleförderung in diesem Teil des Moskauer Braunkohlebeckens um 1950 eine Arbeitersiedlung errichtet, die 1958 das Stadtrecht erhielt.
Den eigenständigen Stadtstatus verlor Sokolniki mit dem Inkrafttreten eines Gesetzes der Oblast Tula vom 24. Oktober 2008, wonach das bisherige Stadtgebiet vollständig an die Stadt Nowomoskowsk überging.

### Bevölkerungsentwicklung
| Jahr | Einwohner |
| ---- | --------- |
| 1959 | 16.132    |
| 1970 | 14.744    |
| 1979 | 13.197    |
| 1989 | 12.219    |
| 2002 | 11.142    |
| 2006 | 10.563    |

Anmerkung: Volkszählungsdaten

## Wirtschaft und Infrastruktur

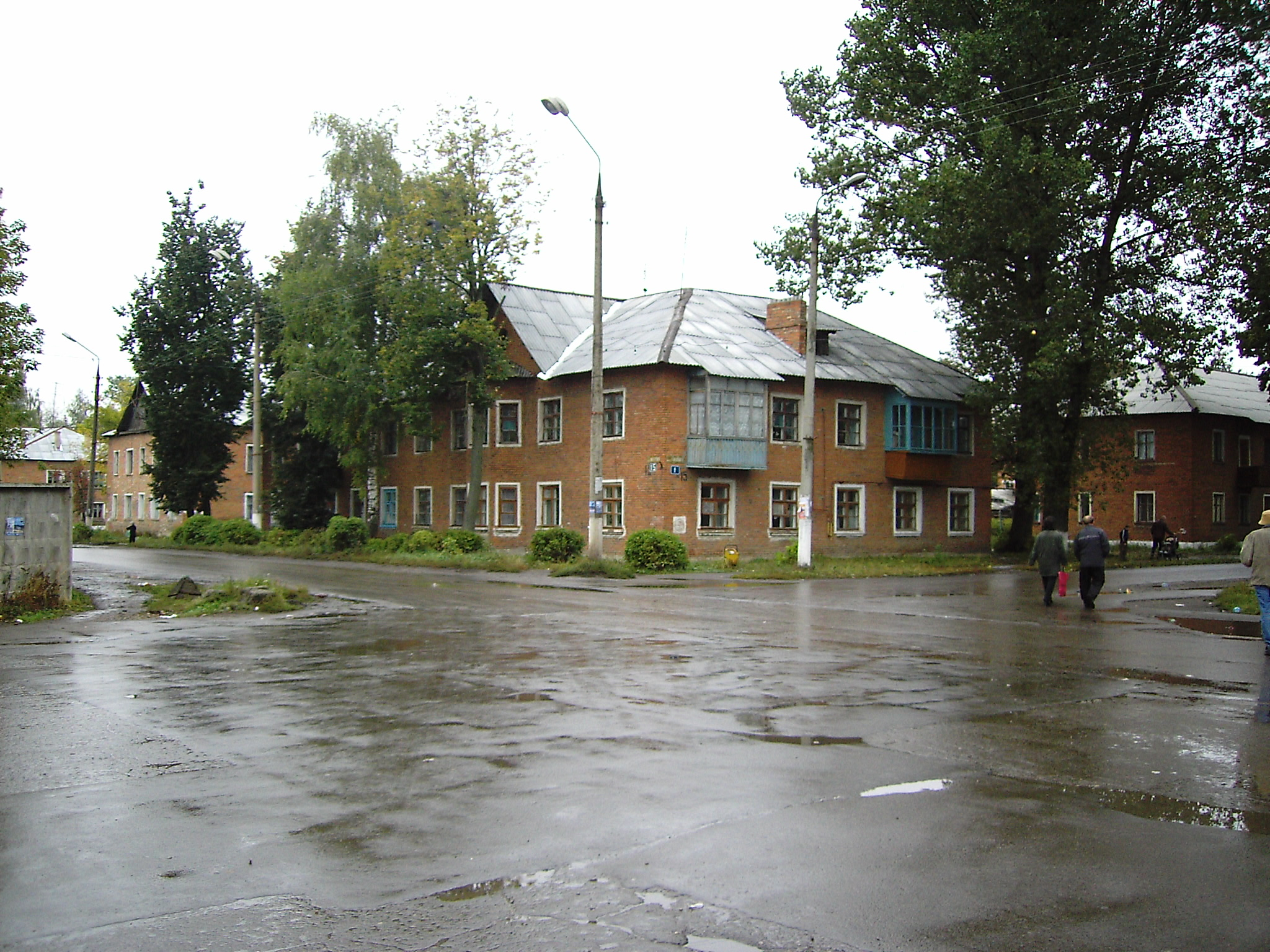
Eine Straße in Sokolniki

Nach dem Niedergang des Kohlebergbaus und seiner Einstellung in den 1990er Jahren gibt es in Sokolniki heute keine nennenswerte Industrie. Ein Teil der Bevölkerung ist in den nahe gelegenen größeren Städten, wie Nowomoskowsk oder Donskoi, beschäftigt.
Der Ort ist Endpunkt einer 16 Kilometer langen Eisenbahnstrecke, die von der Station Kljutschowka im Netz um Nowomoskowsk/Uslowaja ausgeht (Vorort- und Güterverkehr).